# Piotr Szulkin
Piotr Andrzej Szulkin est un réalisateur et scénariste polonais né le 26 avril 1950 à Gdańsk (Pologne) et mort le 5 août 2018.

## Biographie
Il est le fils de Paweł Szulkin (1911 - 1987), un physicien polonais et recteur de l'Université de technologie de Gdansk, et de Maria Mielnik (décédée en 1986).
D'abord porté vers la peinture, il est diplômé de l'Académie des Beaux Arts de Varsovie avant de se tourner vers le cinéma, qu'il pense similaire à de la peinture. En 1975, il obtient son diplôme à l'Ecole nationale de cinéma de Łódź,. Il y retournera comme enseignant de 1993 à sa mort.
En 1974, il épouse Renata Karkowska, docteur en psychologie et vice-rectrice de l'université de sciences sociales et humaines de Varsovie.
Il commence sa carrière dans l'animation et les courts métrages documentaires au Wytwórnia Filmów Oświatowych Film Studio. Il obtient sa première reconnaissance critique avec deux courts métrages : Dziewce z ciortem (1975) et Zydcie codzienne (1976), tous deux salués pour leur utilisation intelligente des mythes polonais et de l'histoire de l'art.
Il devient célèbre avec sa tétralogie dystopique composée de Golem (1980), suivi de La Guerre des mondes (1981), O-bi, O-ba - Koniec cywilizacji (1985) puis Ga, Ga - Chwala bohaterom (1986). Tous ces films de science-fiction tentent de contourner la censure du régime communiste, en représentant des univers dirigés par des régimes autoritaires en déclin.
Les deux derniers films de sa tétralogie sont particulièrement marqués par un humour noir et absurde, ayant d'autant plus d'impact que ses personnages évoluent dans des dystopies surréalistes.
A la chute du communisme, il se détourne de la science-fiction et réalise Femina en 1990, son premier long métrage ayant un personnage féminin et utilisant les thèmes de l'érotisme, qui reçoit des critiques mitigées.
S'adaptant mal au contexte post-Solidarnosc et au tournant capitaliste de la Pologne, il se tourne pendant près de dix ans vers le théâtre et les courts métrages.
Finalement, inspiré par les écrits de Bertolt Brecht, Harlod Pinter et Alfred Jarry, il réalise son dernier film en 2003 dénommé Ubu Roi. Celui-ci est une adaptation de l’œuvre éponyme d'Alfred Jarry. La réception critique du film n'étant pas au rendez-vous, il se concentre sur son poste de professeur à l’École nationale du cinéma de Lódz jusqu'à son décès en 2018.
Il est également chevalier de l'Ordre Polonia Restituta, seconde plus haute décoration civile en Pologne, et décoré de la Médaille d'argent du Mérite culturel polonais Gloria Artis.

## Filmographie
- 1967 : The Singing Lesson
- 1972 : Wszystko
- 1973 : Szkic do szesciu czesci
- 1975 : Zycie codzienne
- 1976 : Dziewce z ciortem
- 1978 : Kobiety pracujace
- 1980 : Golem
- 1981 : La Guerre des mondes (Wojna swiatów - nastepne stulecie)
- 1985 : O-bi, O-ba - Koniec cywilizacji
- 1986 : Ga, Ga - Chwala bohaterom
- 1990 : Femina
- 2003 : Ubu król

## Acteur
- 1992 : Coupable d'innocence ou Quand la raison dort de Marcin Ziebinski